# Mike Williams (Footballspieler, 1994)
Michael K. Williams (* 4. Oktober 1994 in Holly Hill, South Carolina) ist ein ehemaliger US-amerikanischer American-Football-Spieler auf der Position des Wide Receivers. Er spielte den Großteil seiner Karriere für die Los Angeles Chargers in der National Football League (NFL). Zwischenzeitlich spielte Williams auch für die Pittsburgh Steelers und die New York Jets.

## Frühe Jahre

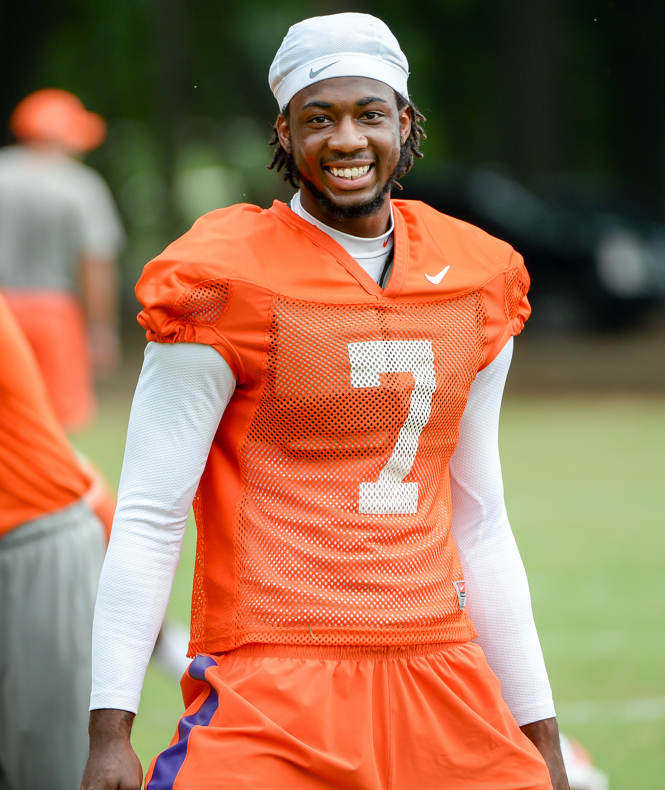
Williams bei den Clemson Tigers (2015)

Williams wuchs in Santee, South Carolina, auf, wo er die Lake Marion High School & Technological Center besuchte. Dort spielte er in der Footballmannschaft als Wide Receiver, Safety und zwischenzeitlich auch als Quarterback. In seinem 3. Jahr konnte er 11, in seinem 4. Jahr 10 Touchdowns fangen. Daraufhin erhielt er ein Stipendium der Clemson University, für die er von 2013 bis 2016 spielte. Schon in seinem ersten Jahr kam er in 10 Spielen zum Einsatz und fing dabei 3 Touchdowns, in seinem 2. Jahr spielte er in 12 Spielen und fing 6 Touchdowns. Zu Beginn der Saison 2015 verletzte er sich jedoch bei einem Pass von Quarterback Deshaun Watson im 1. Saisonspiel, sodass er für die restliche Saison ausfiel und geredshirted wurde. Daraufhin kehrte er in seinem 4. Jahr als Starter zurück und fing in 15 Spielen 11 Touchdowns. Mit seinem Team, den Clemson Tigers, war Williams sehr erfolgreich. 2013 und 2015 konnten sie den Orange Bowl gewinnen, dazu kam der Russell Athletic Bowl 2014. Sowohl 2015 als auch 2016 konnten sie jeweils ihre Conference, die ACC, gewinnen. 2016 erreichten sie zum 2. Mal nach 2015 die College Football Playoffs, die sie am Ende mit 35:31 gegen die University of Alabama gewinnen konnten. 2016 wurde er ebenfalls ins First-Team All-ACC berufen.

## NFL

### Karrierestart bei den Los Angeles Chargers
Beim NFL-Draft 2017 wurde Williams in der 1. Runde an 7. Stelle von den Los Angeles Chargers ausgewählt. Allerdings verletzte sich Williams vor der Saison. So konnte er sein NFL-Debüt erst am 6. Spieltag beim 17:16-Sieg gegen die Oakland Raiders geben. Dabei fing er einen Pass für 15 Yards. Seine restliche Rookie-Saison wurde Williams nur als Backup eingesetzt, einzig am letzten Spieltag bei einem 30:10-Sieg, erneut gegen die Raiders, stand er in der Startformation. Insgesamt fing er 11 Pässe für 95 Yards.
Auch in der Saison 2018 stand Williams zumeist nicht in der Startformation und kam nur als Backup zum Einsatz. Am 2. Spieltag konnte er jedoch beim 31:20-Sieg gegen die Buffalo Bills seinen ersten Touchdown in der NFL fangen, in der darauffolgenden Woche bei der 23:35-Niederlage gegen die Los Angeles Rams fing er gleich 2. Sein bestes Spiel der Saison hatte er am 15. Spieltag gegen die Kansas City Chiefs. Bei dem Spiel konnte er den Ball 7 mal für 76 Yards und 2 Touchdowns fangen, außerdem einmal für 19 Yards und einen Touchdown mit dem Ball laufen und zusätzlich eine spielentscheidende Two-Point-Conversion Sekunden vor Spielende fangen. Für diese Leistung wurde er zum AFC Offensive Player of the Week ernannt. Da die Chargers 12 Spiele gewannen und nur 4 verloren, qualifizierten sie sich für die Playoffs. Dort gab Williams in der 1. Runde beim 23:17-Sieg gegen die Baltimore Ravens sein Debüt, bei dem er erneut eine Two-Point-Conversion fing. Im darauffolgenden Spiel gegen die New England Patriots schieden die Chargers allerdings mit 28:41 aus.
In der Saison 2019 wurde er Stammspieler für die Chargers und kam in 15 Spielen zum Einsatz, in denen er allerdings nur 2 Touchdowns fing. Dafür konnte er am 9. Spieltag der Saison 2019 beim 26:11-Sieg gegen die Green Bay Packers erstmals in seiner Karriere den Ball für über 100 Yards fangen, nämlich drei Pässe für insgesamt 111 Yards. Dies konnte er am 13. Spieltag bei der 20:23-Niederlage gegen die Denver Broncos noch einmal übertreffen, als er den Ball für 117 Yards fing. Dies war bis 2021 seine Karrierehöchstleistung. Auch 2020 blieb er zumeist Stammspieler. Am 5. Spieltag konnte er bei der 27:30-Niederlage gegen die New Orleans Saints erneut 2 Touchdowns fangen. Der 34:28-Sieg gegen die New York Jets am 11. Spieltag war sein 50. Einsatz in der Liga. Zu einem Kuriosum kam es am 16. Spieltag der Saison 2020. Beim Stand von 19:16 für die Los Angeles Chargers gegen die Denver Broncos wurde er kurz vor Spielende zum ersten Mal in seiner Profikarriere auch in der Defense eingesetzt. Dabei konnte mit ablaufender Uhr eine Hail Mary vom Quarterback der Broncos, Drew Lock, abfangen. Dies war die erste Interception seiner Karriere. Damit ist er einer von nur 7 Spielern seit 1950, die im gleichen Spiel den Ball für mindestens 50 Yards offensiv und eine Interception defensiv gefangen haben.
Auch in der Saison 2021 blieb er Stammspieler bei den Chargers. So konnte er bereits an den ersten beiden Spieltagen einen Touchdown fangen. Am dritten Spieltag konnte er beim 30:24-Sieg gegen die Kansas City Chiefs zwei Touchdowns, eine Two-Point-Conversion sowie den Ball für 122 Yards von Justin Herbert fangen. Dies war zu der Zeit sein neuer Karrierehöchstwert, den er nur zwei Wochen später beim 47:42-Sieg gegen die Cleveland Browns erneut übertreffen konnte. In dem Spiel konnte er den Ball erneut für zwei Touchdowns sowie insgesamt 165 Yards fangen, seine neue Karrierehöchstleistung. In den restlichen Saisonspielen konnte er allerdings nicht mehr an die sehr guten Leistungen der ersten Spieltage anknüpfen. Sowohl am 13. als auch am 18. Spieltag konnte er bei den Spielen der Chargers den Ball erneut für mehr als 100 Yards fangen. Insgesamt kam er in 16 Spielen zum Einsatz, lediglich das Spiel am 16. Spieltag gegen die Houston Texans verpasste er aufgrund einer Erkrankung an COVID-19. Dabei konnte er den Ball für 1146 Yards fangen, was sowohl eine persönliche Bestleistung als auch eine Bestleistung innerhalb seines Teams war.
Am 8. März 2022 unterschrieb er eine Vertragsverlängerung über drei Jahre mit einem Gesamtvolumen von 60 Millionen US-Dollar. Am 2. Spieltag der Saison 2022 konnte er bei der 24:27-Niederlage gegen die Kansas City Chiefs seinen ersten Touchdown der Saison fangen. Am 5. Spieltag konnte Williams beim 30:28-Sieg gegen die Cleveland Brown insgesamt 10 Pässe für 134 Yards fangen, die zweitmeisten Yards in einem Spiel seiner Karriere. In der Folge blieb er zwar Stammspieler, wurde jedoch durch ein paar kleinere Verletzungen ausgebremst und verpasste einige Spiele verletzungsbedingt, unter anderem auch das Playoff-Spiel in der ersten Runde gegen die Jacksonville Jaguars, das die Chargers ohne ihn mit 30:31 verloren. Mit insgesamt 895 gefangenen Yards in der Saison konnte er dennoch die meisten in seinem Team in dieser Saison erreichen. Auch in die Saison 2023 ging Williams als Stammspieler auf der Wide-Receiver-Position. Am 3. Spieltag zog er sich beim 28:24-Sieg gegen die Minnesota Vikings einen Kreuzbandriss zu, wegen dem er die restliche Saison verletzungsbedingt verpasste. Am 13. März 2024 wurde Williams von den Chargers entlassen.

### Saison bei den Jets und Steelers
Sechs Tage später unterschrieb Williams einen Einjahresvertrag über bis zu 15 Millionen US-Dollar bei den New York Jets. Dort debütierte er direkt am 1. Spieltag der Saison 2024, ohne jedoch einen Pass zu fangen. Seinen ersten Pass für die Jets fing er am zweiten Spieltag, und am dritten Spieltag stand er beim 24:3-Sieg gegen die New England Patriots erstmals in der Startformation seines neuen Teams. Nach dem sechsten Spieltag wurde er öffentlich vom Quarterback der Jets, Aaron Rodgers, kritisiert, die falschen Routen gelaufen zu sein. Insgesamt konnte er in seiner Zeit bei den Jets lediglich zwölf Pässe fangen und erzielte keinen Touchdown.
Nach dem Trade von Davante Adams von den Las Vegas Raiders zu den New York Jets hatten die Jets keine weitere Verwendung für Williams, der am 5. November von den Pittsburgh Steelers im Tausch gegen einen Fünftrundenpick im NFL-Draft 2025 verpflichtet wurde. Dort debütierte er am neunten Spieltag beim 28:27-Sieg gegen die Washington Commanders, bei dem er auch direkt seinen ersten Touchdown nach Pass von Russell Wilson fangen konnte. Doch auch bei den Steelers konnte sich Williams nicht wirklich etablieren. In der Folge kam er zwar in allen Spielen zum Einsatz, war jedoch auch nur ein untergeordneter Passempfänger. Allerdings konnte er erstmals seit 2018 ein Playoff-Spiel bestreiten: Bei der 14:28-Niederlage gegen die Baltimore Ravens in der Wildcard-Runde fing er einen Pass. Die Steelers schieden jedoch aus, und nach der Saison wurde Williams ein Free Agent.

### Rückkehr zu den Chargers und Karriereende
Im März 2025 kehrte Williams zu den Los Angeles Chargers zurück. Er unterschrieb dort einen Einjahresvertrag. Allerdings entschloss Williams sich überraschend im Juli 2025 noch vor Beginn der neuen Saison dazu, seine Karriere zu beenden.

## Karrierestatistiken
| Legende | Legende            |
| ------- | ------------------ |
| Fett    | Karrierehöchstwert |

### Regular Season
| Saison                             | Team             | Spiele | Spiele      | Gefangen  | Gefangen | Gefangen | Gefangen | Gefangen | Gelaufen     | Gelaufen | Gelaufen | Gelaufen | Gelaufen | Fumbles | Fumbles  |
| Saison                             | Team             | Gesamt | als Starter | Passfänge | Yards    | Avg      | Lang     | TD       | Laufversuche | Yards    | Avg      | Lang     | TD       | Gesamt  | Verloren |
| ---------------------------------- | ---------------- | ------ | ----------- | --------- | -------- | -------- | -------- | -------- | ------------ | -------- | -------- | -------- | -------- | ------- | -------- |
| 2017                               | Chargers         | 10     | 1           | 11        | 95       | 8,6      | 20       | 0        | 0            | 0        | 0,0      | 0        | 0        | 0       | 0        |
| 2018                               | Chargers         | 16     | 5           | 43        | 664      | 15,4     | 55       | 10       | 7            | 28       | 4,0      | 19       | 1        | 0       | 0        |
| 2019                               | Chargers         | 15     | 15          | 49        | 1.001    | 20,4     | 56       | 2        | 1            | 2        | 2,0      | 2        | 0        | 0       | 0        |
| 2020                               | Chargers         | 15     | 11          | 48        | 756      | 15,8     | 64       | 5        | 1            | 1        | 1,0      | 1        | 0        | 0       | 0        |
| 2021                               | Chargers         | 16     | 14          | 76        | 1.146    | 15,1     | 72       | 9        | 0            | 0        | 0,0      | 0        | 0        | 0       | 0        |
| 2022                               | Chargers         | 13     | 13          | 63        | 895      | 14,2     | 55       | 4        | 0            | 0        | 0,0      | 0        | 0        | 0       | 0        |
| 2023                               | Chargers         | 3      | 3           | 19        | 249      | 13,1     | 49       | 1        | 1            | 3        | 3,0      | 3        | 0        | 0       | 0        |
| 2024                               | Jets             | 9      | 3           | 12        | 166      | 13,8     | 22       | 0        | 0            | 0        | 0,0      | 0        | 0        | 0       | 0        |
| 2024                               | Steelers         | 9      | 2           | 9         | 132      | 14,7     | 32       | 1        | 0            | 0        | 0,0      | 0        | 0        | 0       | 0        |
| Gesamte Karriere                   | Gesamte Karriere | 106    | 67          | 330       | 5104     | 15,5     | 72       | 32       | 10           | 34       | 3,4      | 19       | 1        | 0       | 0        |
| Quelle: pro-football-reference.com |                  |        |             |           |          |          |          |          |              |          |          |          |          |         |          |

### Postseason
| Saison                             | Team             | Spiele | Spiele      | Gefangen     | Gefangen     | Gefangen     | Gefangen     | Gefangen     | Gelaufen     | Gelaufen     | Gelaufen     | Gelaufen     | Gelaufen     | Fumbles      | Fumbles      |
| Saison                             | Team             | Gesamt | als Starter | Passfänge    | Yards        | Avg          | Lang         | TD           | Laufversuche | Yards        | Avg          | Lang         | TD           | Gesamt       | Verloren     |
| ---------------------------------- | ---------------- | ------ | ----------- | ------------ | ------------ | ------------ | ------------ | ------------ | ------------ | ------------ | ------------ | ------------ | ------------ | ------------ | ------------ |
| 2018                               | Chargers         | 2      | 2           | 7            | 110          | 15,7         | 28           | 0            | 0            | 0            | 0,0          | 0            | 0            | 0            | 0            |
| 2022                               | Chargers         | 0      | 0           | ohne Einsatz | ohne Einsatz | ohne Einsatz | ohne Einsatz | ohne Einsatz | ohne Einsatz | ohne Einsatz | ohne Einsatz | ohne Einsatz | ohne Einsatz | ohne Einsatz | ohne Einsatz |
| 2024                               | Steelers         | 1      | 0           | 1            | 37           | 37,0         | 37           | 0            | 0            | 0            | 0,0          | 0            | 0            | 0            | 0            |
| Gesamte Karriere                   | Gesamte Karriere | 3      | 2           | 8            | 147          | 18,4         | 37           | 0            | 0            | 0            | 0,0          | 0            | 0            | 0            | 0            |
| Quelle: pro-football-reference.com |                  |        |             |              |              |              |              |              |              |              |              |              |              |              |              |